# Baben
Baben ist ein Ortsteil der Gemeinde Eichstedt (Altmark) im Landkreis Stendal in Sachsen-Anhalt.

## Geographie

### Lage
Baben ist ein Straßendorf in der Ostaltmark mit einigen typischen Vierseithöfen. Der Ort liegt zwischen der Uchte und der Elbe, etwa elf Kilometer nördlich von Stendal.
Nachbarorte sind Goldbeck im Nordwesten, Bertkow und Altenau im Nordosten, Lindtorf im Südosten und Eichstedt (Altmark) im Südwesten.

### Ortsteilgliederung
Zum Ortsteil gehören neben dem Dorf Baben der einen Kilometer nordwestlich gelegene Wohnplatz Villa Baben und der einen Kilometer südlich gelegene Hof am Wald.

## Geschichte

### Mittelalter bis Neuzeit
Eine Besiedelung des Gemeindegebietes lässt sich bis in die germanische Zeit zurückverfolgen. Hermes und Weigelt schrieben 1842: „Dieses Dorfs wird bereits in Urkunden von 1215 erwähnt“. Das bezieht sich nach Angaben des Historikers Peter P. Rohrlach auf einen Zeugen Henricus de Beben, wobei es allerdings keinen Beweis gibt, dass mit dem Herkunftsort dieses Baben gemeint ist, von einem Dorf ist auch nicht die Rede.
Als erste Nennung des Dorfes Baben gilt die Angabe aus 1281: in vna Curia in villa Bobene, als die Markgrafen Otto, Albert und Otto dem Kloster Arendsee Einnahmen vereigneten. Bereits 1540 gab es einen Müller im Ort. Eine Nennung als Baben stammt aus dem Jahre 1687. 1737 gab es in Baben einen Schmied und vier Garnweber. Eine Windmühle stand Anfang des 20. Jahrhunderts südlich der Kirche.
In Baben stand bis in die 1970er Jahre ein Denkmal für die Gefallenen des Ersten Weltkrieges.

### Landwirtschaft
Bei der Bodenreform wurden 1945 ermittelt: 43 Besitzungen unter 100 Hektar hatten zusammen 882 Hektar, eine Kirchenbesitzung hatte 56 Hektar. Im Jahre 1956 entstand die erste Landwirtschaftliche Produktionsgenossenschaft vom Typ III, die LPG „Thälmann-Pioniere“. Im Jahre 1975 wurde diese LPG mit der LPG Typ III „Glückauf“ in Bertkow zusammengeschlossen.

### Eingemeindungen
Baben gehörte bis 1807 zum Arneburgischen Kreis, dann bis 1813 zum Kanton Arneburg. Ab 1816 gehörte die Gemeinde zum Kreis Stendal, dem späteren Landkreis Stendal.
Die Gemeinde Baben wurde am 25. Juli 1952 in den Kreis Osterburg umgegliedert. Am 1. Juli 1994 kam sie zum neu errichteten Landkreis Stendal.
Bis zum 31. Dezember 2009 war Baben eine selbständige Gemeinde. Durch einen Gebietsänderungsvertrag haben die Gemeinderäte der Gemeinden Baben (am 27. Januar 2009), Eichstedt (Altmark) (am 11. Februar 2009) und Lindtorf (am 29. Januar 2009) beschlossen, dass ihre Gemeinden aufgelöst und zu einer neuen Gemeinde mit dem Namen Eichstedt (Altmark) vereinigt werden. Dieser Vertrag wurde vom Landkreis als unterer Kommunalaufsichtsbehörde genehmigt und trat am 1. Januar 2010 in Kraft.

### Einwohnerentwicklung
| Jahr | Einwohner |
| ---- | --------- |
| 1734 | 174       |
| 1772 | 103       |
| 1790 | 189       |
| 1798 | 205       |
| 1801 | 196       |
| 1818 | 224       |
| 1840 | 295       |
| 1864 | 320       |

| Jahr | Einwohner |
| ---- | --------- |
| 1871 | 295       |
| 1885 | 291       |
| 1892 | [00]318   |
| 1895 | 304       |
| 1900 | [00]280   |
| 1905 | 282       |
| 1910 | [00]301   |
| 1925 | 393       |

| Jahr | Einwohner |
| ---- | --------- |
| 1939 | 324       |
| 1946 | 645       |
| 1964 | 423       |
| 1971 | 396       |
| 1981 | 291       |
| 1993 | 259       |
| 2006 | 190       |
| 2008 | [00]187   |

| Jahr | Einwohner |
| ---- | --------- |
| 2014 | [00]171   |
| 2015 | [00]163   |
| 2017 | [00]174   |
| 2018 | [00]164   |
| 2020 | [00]153   |
| 2021 | [00]168   |
| 2022 | [0]165    |
| 2023 | [0]166    |

Quelle, wenn nicht angegeben, bis 2006:

## Religion
Die evangelische Kirchengemeinde Baben, die früher zur Pfarrei Baben bei Goldbeck gehörte, wird heute betreut vom Pfarrbereich Arneburg des Kirchenkreises Stendal im Bischofssprengel Magdeburg der Evangelischen Kirche in Mitteldeutschland.
Die ältesten überlieferten Kirchenbücher für Baben stammen aus dem Jahre 1637.

## Kultur und Sehenswürdigkeiten

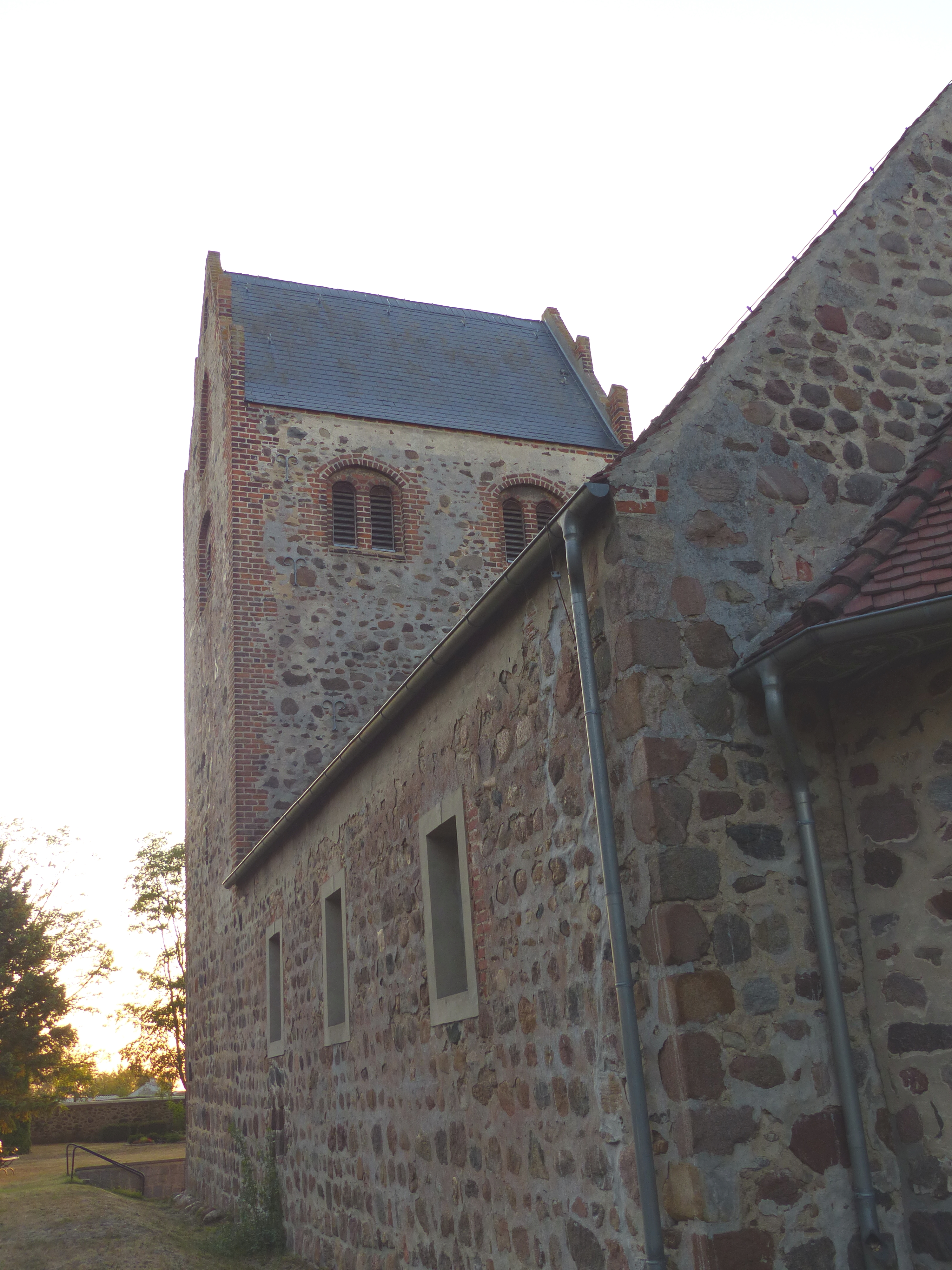
Dorfkirche Baben von Südosten

- Die evangelische Dorfkirche Baben, ein Feldsteinbau, stammt vermutlich aus dem 13. Jahrhundert. Der reich geschnitzte Kanzelaltar stammt aus dem Jahre 1725. 1910 wurde eine Apsis angefügt.[22]
- Der Ortsfriedhof befindet sich auf dem Kirchhof.
- Die Schmiede in der Hauptstraße und der Distanzstein am nordöstlichen Ortseingang stehen unter Denkmalschutz.
- Ein Dorfgemeinschaftshaus steht Einwohnern und Besuchern für Feiern und sonstige Anlässe zur Verfügung.[23]

## Wirtschaft und Infrastruktur
Nördlich des Dorfes befindet sich der Windpark Baben.

### Verkehrsanbindung
- Baben liegt an der Landstraße von Goldbeck nach Stendal. Im drei Kilometer entfernten Nachbarort Goldbeck befindet sich der nächste Bahnhof (Strecke Magdeburg–Wittenberge).
- Es verkehren Linienbusse und Rufbusse von stendalbus.[24]
- Durch das Dorf führt der Elbe-Uchte-Radweg.[3]